# Memorialul Holocaustului (București)

Monumentul Holocaustului

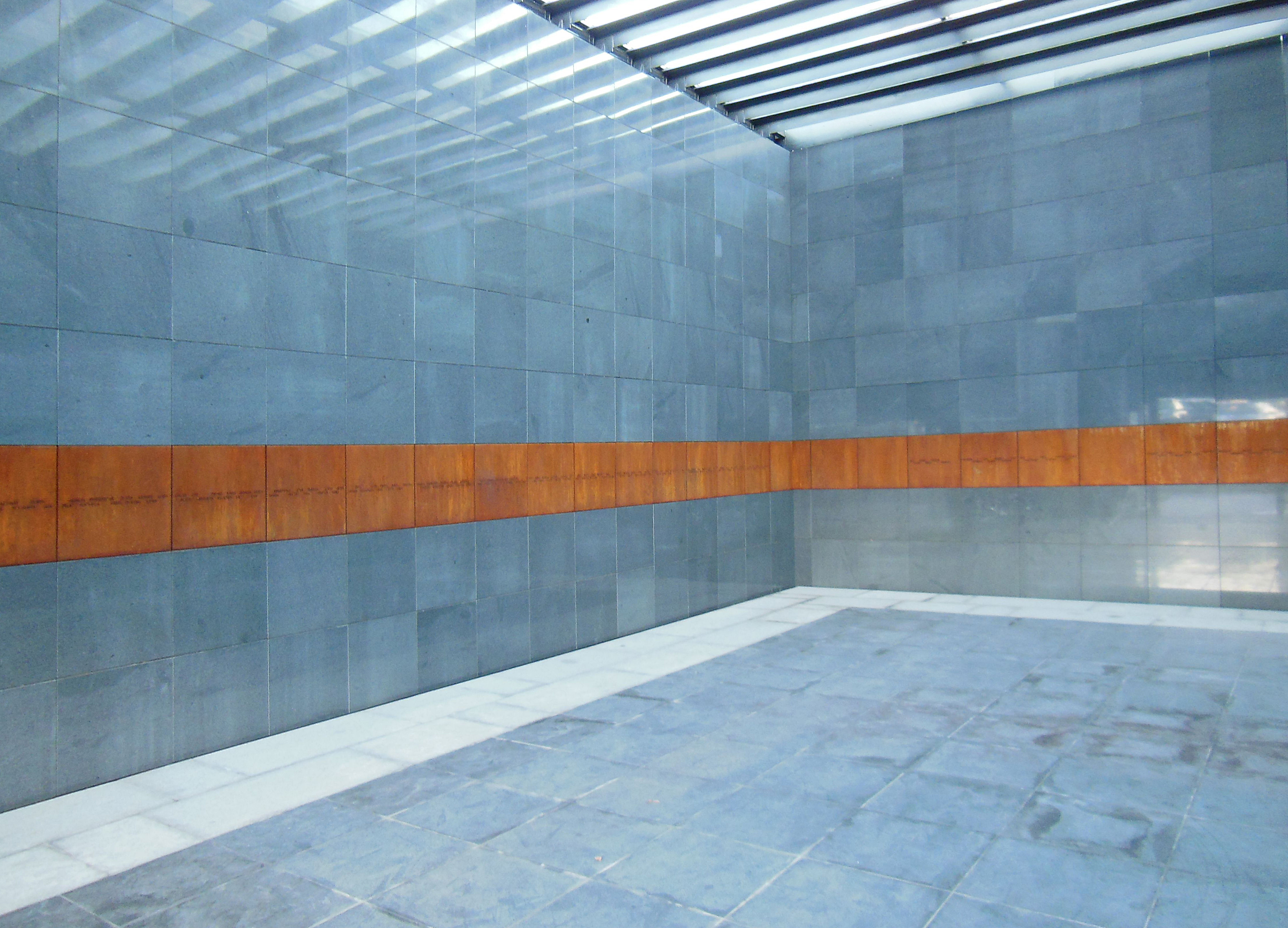
Sala centrală a memorialului.
De jur împrejur, la înălțimea ochilor sunt montate plăci de tablă ruginită în care sunt înscrise, prin decupare, numele victimelor Holocaustului

Memorialul Holocaustului este un monument din București, dedicat comemorării victimelor Holocaustului din România și inaugurat la data de 8 octombrie 2009.
Piatra de temelie a Memorialului Holocaustului a fost pusă pe 9 octombrie 2006, de Ziua Holocaustului în România, în prezența președintelui Traian Băsescu.
Ziua Holocaustului România, stabilită la 9 octombrie, îi comemorează cei peste 250.000 de evrei care au murit ca urmare a deportării lor în Transnistria, în 1941. Marcarea acestei zile a fost stabilită prin lege în 2004 9 octombrie - Ziua Holocaustului în România</ref>

## Selectarea sculptorului
În faza a doua au intrat cinci proiecte realizate de Alexandru Călinescu Arghira, Alexandru Galai, Vlad Andrei Gherghiceanu și Codrin Tritescu, Bogdan Iacob, Peter Jacobi, Marius Marcu Lăpădat, Alexandru Crișan și Ana-Maria Crișan, din care în finală au rămas doar trei. O comisie, din care au făcut parte 27 de persoane, a declarat câștigător proiectul lui Peter Jacobi.

## Realizarea

Via Dolorosa
Pe platoul pavat cu piatră au fost reconstituite, foarte stilizat, șine de cale ferată care sunt menite să evoce deportările spre lagărele de concentrare

Memorialul Holocaustului a fost realizat de artistul Peter Jacobi, și a costat 17 milioane lei, bani plătiți de Ministerul Culturii. Ansamblul a fost construit pe o suprafață de teren de 2.894 de metri pătrați, pe locul unui fost spațiu verde, aflat la intersecția străzilor Anghel Saligny, Mihai Vodă, Ion Brezoianu și Lipscani, domeniu public al Municipiului București. Potrivit proiectului, în afară de Memorialul central, complexul cuprinde cinci sculpturi - Coloana memorială, Via Dolorosa, Roata Romilor, Steaua lui David și Epitaf..
De la depărtare, în mijlocul fostului parc, acum pietruit, se vede o structură masivă de beton, care pare a fi fundația unei clădiri începute și abandonate. Pe măsură ce privitorul se apropie, se observă că de fapt structura masivă de beton se află într-o groapă și din fundație se transformă în ceva ce seamănă cu un buncăr. Pentru a coborî în groapă există niște scări foarte largi, intersectate de o rampă pentru ca și persoanele cu dizabilități să poată coborî cu scaunul cu rotile.
Coloana memorială, numită și coloana amintirilor, are o înălțime de 17 m, diametrul ei variind între 1.40 m și 1.55 m. Este turnată în fontă, iar modulii ruginiți sunt înșiruiti pe un pilon central. Are o greutate de 18 tone.

## Probleme
În anul 2003, Maximillian Marco Katz, Directorul Fondator al Centrului de Monitorizare și Combatere a Antisemitismului în România (MCA Romania) a adresat tuturor șefilor de partide politice din România, cât și Guvernului și Administrației Prezidențiale din România, propunerea conform căreia, în centrul capitalei, să fie ridicat un monument care să onoreze memoria victimelor Holocaustului din România. Propunerea a fost adresată și profesorului Elie Wiesel, Președintele Comisiei Wiesel. Astfel proiectul propus de Maximillian Marco Katz, respectiv de MCA Romania, a fost inclus în setul de recomandări înaintate, în 2004, în atenția Guvernului României, el fiind adoptat la nivel guvernamental și transferat în responsabilitatea Institutului Național de Studiere a Holocaustului din România. În anul 2006 a fost adoptat proiectul construcției, însă acesta a fost blocat la nivelul Consiliul General al Municipiului București (CGMB), deoarece nu avea avizul comisiei tehnice de urbanism a primăriei.
În parcul destinat monumentului, în luna iunie 2009 au fost tăiați 32 de arbori groși, stârnind protestul unor asociații civice ecologiste După multe discuții, primarul Sorin Oprescu a găsit soluția: Peter Jacobi să planteze 125 de pomi în Parcul Izvor, deci, în medie, cam cinci copaci la unul tăiat..

## Inaugurarea
La inaugurare au fost prezenți președintele României Traian Băsescu, ambasadorul SUA Mark Gitenstein, ministrul culturii Theodor Paleologu, Roberta Anastase, actrița Maia Morgenstern, Mihai Stănișoară, Vasile Blaga, ambasadorul Germaniei, Andreas von Mettenheim, al Norvegiei, Oystein Hovdkinn și al Suediei, Mats Aberg. Au mai fost prezenți la eveniment Marele Rabin al Comunităților Evreiești din România Menachem Hacohen, Primul Rabin Shlomo Sorin Rosen, președintele Asociatiei Evreilor Români Victime ale Holocaustului (AERVH) Liviu Beriș, reprezentantul comunității țigănești Dumitru Trancă, președintele Fundației "Lauder" în România Tova Ben-Nun Cherbis, directorul fondator al MCA România - Centrul pentru Monitorizarea și Combaterea Antisemitismului în România, Marco M Katz (inițiatorul proiectului " Holocaust Memorial") cât și mai mulți reprezentanți ai comunității evreiești din țară și din străinătate.